# Первомайское (Северо-Казахстанская область)
Первомайское (каз. Первомайское) — упразднённое село в Тимирязевском районе Северо-Казахстанской области Казахстана. Ликвидировано в 2013 году. Входило в состав Комсомольского сельского округа. Код КАТО — 596245200.

## История
Указом ПВС Казахской ССР от 16.08.1971 года посёлку отделения №1 совхоза «Восход» присвоено наименование село Первомайское.

## Население
| Численность населения | Численность населения | Численность населения |
| 1989                  | 1999                  | 2009                  |
| --------------------- | --------------------- | --------------------- |
| 160                   | ↘63                   | ↘0                    |

По данным переписи 1989 года в национальной структуре населения села русские составляли 41%, немцы - 21%.